# Rachel Ticotin
Rachel Ticotin est une actrice américaine, née le 1er novembre 1958 dans le Bronx (État de New York, États-Unis).

## Biographie

### Vie privée
En 1983, Rachel Ticotin se marie avec David Caruso. Le 1er juin 1984, ils ont une fille, Greta. En 1989, le couple divorce. Elle se remarie en 1998 avec Peter Strauss.
Sa sœur, Nancy Ticotin est également actrice.

## Filmographie

### Cinéma
- 1978 : Le Roi des gitans (King of the Gypsies) de Frank Pierson
- 1981 : Le Policeman (Fort Apache the Bronx) de Daniel Petrie : Isabella
- 1987 : Toubib malgré lui (Critical Condition) de Michael Apted : Rachel Atwood
- 1990 : Total Recall de Paul Verhoeven : Melina
- 1991 : Un bon flic (One Good Cop) de Heywood Gould : Grace
- 1991 : F/X2, effets très spéciaux (F/X2) de Richard Franklin : Kim Brandon
- 1992 : Break Out (Where the Day Takes You) de Marc Rocco : l'officier Landers
- 1993 : Chute libre (Falling Down) de Joel Schumacher : détective Sandra Torres
- 1994 : L'Ange du désir (Criminal Passion) de Donna Deitch : Tracy Perry
- 1994 : Tueurs nés (Natural Born Killers) d'Oliver Stone : le procureur Wanda Bisbing (director's cut)
- 1995 : Don Juan DeMarco de Jeremy Leven : Doña Inez
- 1995 : Faux frères, vrais jumeaux (Steal Big Steal Little) d'Andrew Davis : Laura Martinez
- 1997 : Turbulences à 30000 pieds (Turbulence) de Robert Butler : Rachel Taper
- 1997 : Les Ailes de l'enfer (Con Air) de Simon West : gardienne Sally Bishop
- 1998 : Gargoyles: Brothers Betrayed (vidéo) : capitaine Maria Chavez (voix)
- 2000 : Civility de Caesar Cavaricci : Rebecca
- 2000 : Can't Be Heaven de Richard Friedman : Maggie
- 2001 : Full Disclosure (vidéo) de John Bradshaw : Armiti Khalq
- 2002 : Desert Saints de Richard Greenberg : Dora
- 2003 : Tout peut arriver (Something's Gotta Give) de Nancy Meyers : Dr Martinez
- 2004 : Man on Fire de Tony Scott : Mariana
- 2005 : Quatre filles et un jean de Ken Kwapis (The Sisterhood of the Traveling Pants) : Mère de Carmen
- 2008 : The Eye de David Moreau et Xavier Palud : Rosa Martinez
- 2008 : Quatre filles et un jean 2 (The Sisterhood of the Traveling Pants 2) de Sanaa Hamri : Mère de Carmen
- 2008 : Loin de la terre brûlée (The Burning Plain) de Guillermo Arriaga : Mme Martinez
- 2011 : América de Sonia Fritz : Esther
- 2020 : Superintelligence de Ben Falcone : directrice Tyson

### Télévision
- 1983 : For Love and Honor :  Grâce Pavlik
- 1983 - 1984 : For Love and Honor : Grâce Pavlik
- 1985 : Love, Mary :  Rachel Martin
- 1985 : Our Family Honor :  Karen Pellagrino
- 1986 : Our Family Honor : Karen Pellagrino
- 1986 : Rockabye : Victoria Garcia
- 1986 : Stingray : Elena Ballesteros
- 1986 : When the Bough Breaks : Raquel Santos
- 1987 - 1988 : Ohara :  Teresa Storm
- 1988 : Spies, Lies & Naked Thighs : Sonia
- 1991 : Femmes sous haute surveillance (Prison Stories: Women on the Inside) : Iris
- 1992 : Keep the Change : Astrid
- 1993 : From the Files of Joseph Wambaugh: A Jury of One : Christine Avila
- 1993 : Crime & Punishment : Annette Rey
- 1994 : Thicker Than Blood: The Larry McLinden Story : Diane
- 1994 : Deconstructing Sarah : Elizabeth Davis
- 1994 : Tales from the Crypt : Charbonnet / Lilian
- 1994 - 1996 : Gargoyles, les anges de la nuit :  Maria Chavez
- 1995 : The Wharf Rat : Dexter Ireland
- 1996 : Gargoyles: The Goliath Chronicles : Maria Chavez
- 1997 : First Time Felon : McBride
- 1999 : Aftershock : Tremblement de terre à New York : Elizabeth Perez
- 2001 : The Outer Limits : Theodora 'Teddi' Madden
- 2002 : American Family: Journey of Dreams : Vangie Gonzalez
- 2003 - 2004 : Skin :  Laura Roam
- 2005 - 2006 : Lost : Les Disparus : Teresa Cortez
- 2007 : John from Cincinnati
- 2009 : Weeds : Candela
- 2010 - 2011 : Los Angeles, police judiciaire (Law & Order: Los Angeles) :  Lieutenant Arleen Gonzalez
- 2012 : Unforgettable : Sharon Vega
- 2012 : NCIS : Los Angeles : Monica Tenez
- 2018 : Grey's Anatomy : Dr Marie Cerone